# April Phumo
April Phumo (1937 - 27 novembre 2011) est un entraîneur sud-africain de football, qui a été sélectionneur de deux sélections nationales (Lesotho et Afrique du Sud).

## Biographie
Il est le sélectionneur des Bafana Bafana lors de la CAN 2004. Les sud-africains sont éliminés dès le premier tour de la compétition.